# Pablo A. Goloboff
Pablo Augusto Goloboff (* 5. November 1962 in Buenos Aires) ist ein argentinischer Forscher, der sich mit Kladistik, Biogeographie, Arachnologie und Bioinformatik beschäftigt. Er ist leitender Forscher am Instituto Miguel Lillo in Tucumán, wo er von 2015 bis 2019 auch als Direktor tätig war. Er ist bekannt für die Entwicklung der Software Tree analysis using New Technology (TNT), die im Bereich der Kladistik weit verbreitet ist.

## Leben
Goloboff war von 1981 bis 1982 Praktikant am Museo Argentino de Ciencias Naturales Bernardino Rivadavia in der Abteilung Arachnologie. 1984 arbeitete er dort für sieben Monate als Techniker. 1989 erwarb er seine Licenciado in den Biowissenschaften an der Universidad de Buenos Aires. Anschließend wechselte er nach New York, wo er 1994 mit der Dissertation A revision of the spider family Nemesiidae (Araneae: Mygalomorphae) in South America (excluding Brazil) an der Cornell University in Ithaca in Entomologie zum Ph.D. promoviert wurde. Von 1989 bis 1991 war er dort als Forschungsassistent an der Abteilung für Insektenkunde tätig. 1994 kehrte er nach Argentinien zurück und begann seine von der staatlichen Forschungsorganisation CONICET geförderte Karriere, wo er sich im Instituto Miguel Lillo in Tucumán niederließ. Bis 1997 war er Assistent des Direktors, von 1998 bis 2007 unabhängiger Forscher, von 2008 bis 2018 Studienleiter und seit 2018 ist er Forschungsleiter.
Ab dem Jahr 1998 entwickelte er in Zusammenarbeit mit James Farris (Cornell University) und Kevin Nixon (American Museum of Natural History) die Software Tree analysis using New Technology (TNT). Mit diesem Programm können phylogenetische Bäume aus großen Datenmatrizen sehr schnell nach der Methode der maximalen Parsimonie erstellt werden. Die Datenmatrizen können morphologischen, biochemischen und/oder molekularen Merkmalen entsprechen. Die in TNT implementierten Methoden weisen eine signifikant höhere Effizienz auf als die zuvor in alternativen Softwarelösungen wie PAUP (Phylogenetic Analysis Using Parsimony) verfügbaren Verfahren. Daher fanden sie Anwendung in umfangreichen Forschungsprojekten, beispielsweise zur Pflanzensystematik, die über 500 Arten umfassten. Ab 2003 wurde die Software an die wissenschaftliche Gemeinschaft verteilt, wobei im Laufe der Jahre kontinuierlich neue Funktionalitäten hinzufügte wurden, insbesondere im Hinblick auf Algorithmen für große Datenmengen. Seit November 2007 wird TNT von der Willi Hennig Society gefördert und kann kostenlos genutzt werden. Von 2015 bis 2019 war er Direktor des Lillo-Instituts. Im Jahr 2023 wurde er mit dem Premios Konex in Platin in der Disziplin Informationswissenschaft und Künstliche Intelligenz für seine Arbeit der letzten zehn Jahre ausgezeichnet.
Goloboff gab Workshops oder hielt Vorträge über Phylogenie, Kladistik und die Verwendung von Computerprogrammen für phylogenetische Analysen in Argentinien, Brasilien, China, Kolumbien, der Tschechischen Republik, Dänemark, Mexiko, Peru, Südafrika, Spanien, Schweden, den Vereinigten Staaten und Uruguay.
Goloboffs Forschungsinhalte umfassen die Theorie und quantitative Methoden der phylogenetischen Systematik (einschließlich der Entwicklung spezieller Algorithmen für die phylogenetische Analyse mit Computerprogrammen), die Quantitative Biogeographie sowie die Systematik, Phylogenie und Biologie der Spinnen, von denen er nahezu 200 Taxa erstbeschrieb.
1992 wurde Goloboff Mitglied der Willi Hennig Society, von 2004 bis 2006 war er Präsident dieser Gesellschaft und 2009 wurde er zum Ehrenmitglied gewählt. Zudem ist Goloboff Mitglied der Asociación Argentina de Ciencias Naturales (1981 bis 1995), der Sociedad Entomológica Argentina (seit 1983) der American Arachnological Society (seit 1984) sowie der New York Entomological Society (1989 bis 1993).

## Dedikationsnamen
Nach Pablo Goloboff sind folgende Taxa benannt worden:
- Goloboffia Griswold & Ledford, 2001
- Guaranita goloboffi Huber, 2000
- Taintnops goloboffi Platnick, 1994
- Ischnothele goloboffi Coyle, 1995
- Questocrypta goloboffi Raven, 1994
- Opopaea goloboffi Baehr, 2013
- Otiothops goloboffi Grismado, 1996
- Chilicola goloboffi Packer & Dumesh, 2019
- Trichopelma goloboffi Mori & Bertani, 2020
- Meriola goloboffi Platnick & Ewing, 1995
- Actinopus goloboffi Ríos-Tamayo, 2014
- Almafuerte goloboffi Grismado & Carrión, 2017